# Sceny z życia cyganerii

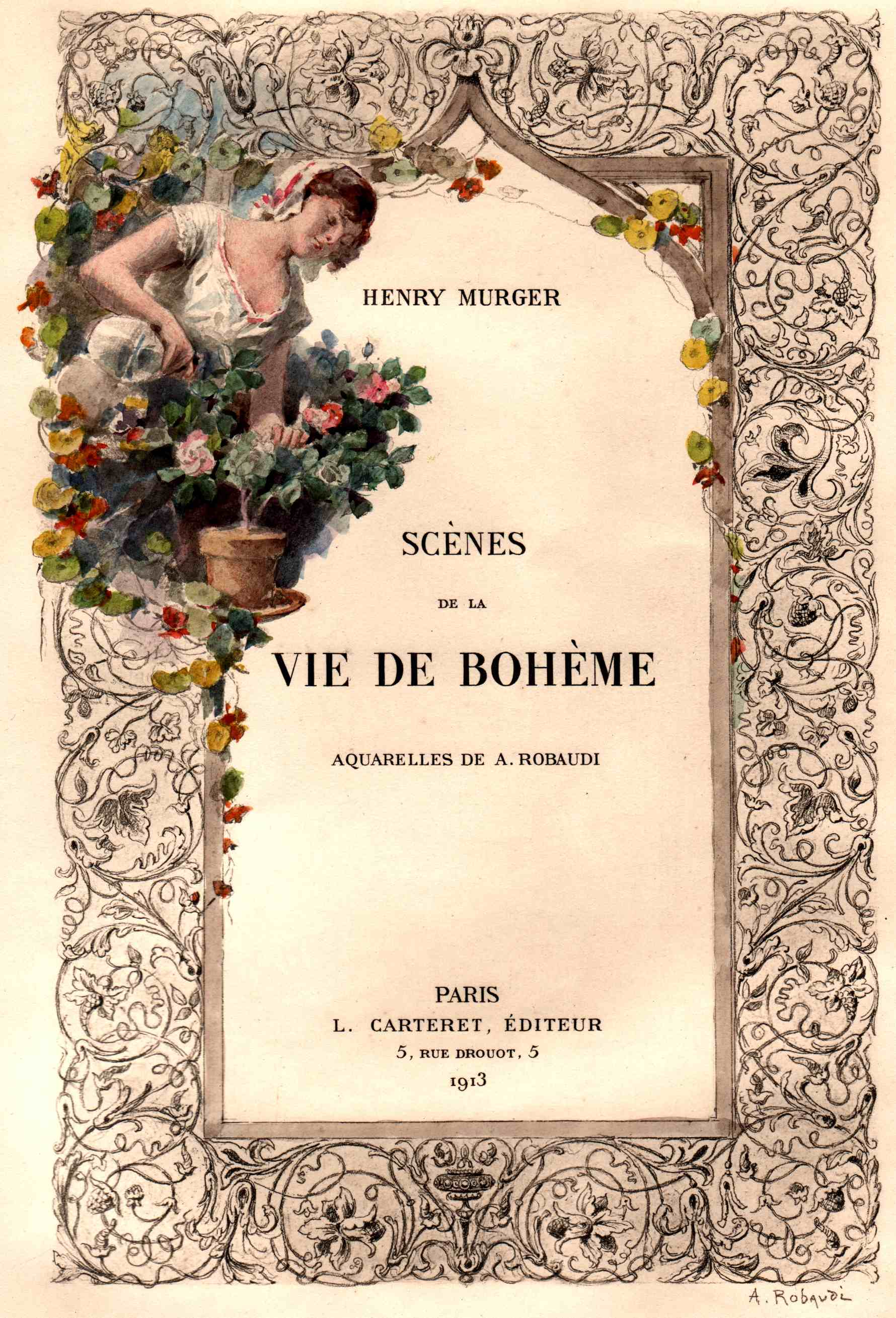
Strona tytułowa powieści w języku francuskim

Sceny z życia cyganerii (oryg. fr. Scènes de la vie de bohème) – powieść Henri Murgera wydana po raz pierwszy w 1851, z wykorzystaniem materiałów publikowanych wcześniej w formie osobnych opowiadań.

## Okoliczności powstania utworu
W marcu 1845 Henri Murger opublikował pierwsze opowiadanie, którego akcja rozgrywała się w środowisku paryskiej bohemy, do którego sam należał. Kolejne utwory o podobnej formie ukazywały się nieregularnie do 1849 w magazynie literackim Korsarz. Ich akcja rozgrywała się w czasach współczesnych autorowi, zaś bohaterami były – występujące pod zmienionymi imionami – autentyczne osoby, często znane czytelnikom Korsarza. Wiele wątków opowiadań Murger opierał na własnych, choć silnie idealizowanych, doświadczeniach.
Opowiadania spotkały się z przychylnym przyjęciem czytelników pisma, jednak nie osiągnęły szerszej popularności. Sytuacja ta zmieniła się, gdy z Murgerem skontaktował się dramatopisarz Théodore Barrière, który zaproponował mu wspólne napisanie sztuki teatralnej na podstawie wybranych fragmentów dzieła. Murger zgodził się; dramat wystawiony w 1849 w teatrze Variétés był wielkim sukcesem. Otrzymawszy propozycję ponownej publikacji opowiadań, pisarz skompilował je w jeden zbiór, do którego dodał kilka nowych utworów oraz dwa rozdziały poświęcone refleksji nad zjawiskiem cyganerii artystycznej. Całość została wydana w styczniu 1851.
Pierwsze opowiadanie Murger opublikował pod pseudonimem Henri Mu...ez, przy następnych stosował angielski wariant swojego imienia – Henry – i pełne brzmieniem nazwiska.

## Treść
Sceny z życia cyganerii składają się z luźno powiązanych ze sobą opowiadań, połączonych postaciami powracających bohaterów: poety Rudolfa, kompozytora Schaunarda, malarza Marcela oraz filozofa Colline'a. Opowiadania przedstawiają w romantyczny, niekiedy nostalgiczny, ale pozbawiony patosu sposób życie młodych artystów, którzy nie chcą podporządkowywać tworzonych przez siebie dzieł gustom mało wyrobionej mieszczańskiej publiczności i przez to żyją w ubóstwie. Zdają sobie jednak sprawę z tego, że taki stan rzeczy nie może trwać przez całe życie – bohaterowie ostatecznie akceptują zasady rządzące w świecie "oficjalnej" sztuki.
Dwa osobne rozdziały stanowią teoretyczny komentarz poświęcony zjawisku bohemy w ogólności. Murger przedstawia jej funkcjonowanie na przestrzeni stuleci, uznając istnienie niezależnego od oficjalnej sztuki środowiska artystycznego za zjawisko ponadczasowe. Podkreśla jednak, że prawdziwa cyganeria istniała i może istnieć jedynie w Paryżu, atmosfera prowincji uniemożliwia bowiem tworzenie się ośrodków wolnej sztuki. Autor dokonuje następnie podziału bohemy na nieznaną, amatorską i prawdziwą. Do pierwszej grupy zalicza tych artystów, którzy nie potrafią znaleźć odbiorcy nawet w środowiskach niezwiązanych ze sztuką oficjalną, działających według zasady "sztuka dla sztuki". Ich postawę uznaje za naiwną, podkreśla również, że większość z nich nigdy nie zostaje doceniona (choć zdarzają się wyjątki, zwykle po śmierci twórcy). Mianem bohemy amatorskiej Murger określa osoby z bogatych rodzin, dla których czasowe porzucenie dostatniego życia jest rodzajem przygody. Najczęściej ludzie tacy nie mają zdaniem autora żadnych talentów artystycznych. Prawdziwą bohemą są natomiast ludzie obdarzeni zdolnościami twórczymi, którzy świadomie decydują się na łamanie konwenansów i działanie według własnej wizji sztuki, a równocześnie ambitni, tworzący własną społeczność i specyficzną kulturę.
Murger zaznacza, że komercyjny sukces artysty równoznaczny jest z wykluczeniem ze środowiska bohemy, nie tylko kończy bowiem ubóstwo twórcy, ale i zmienia jego mentalność i nastawienie do życia. Autor nie twierdzi, że każdy przedstawiciel środowiska cyganerii artystycznej musi z nią zerwać, jednak sugeruje, że staje się to udziałem większości takich ludzi. Koniec życia "cygana" jest dla niego zarazem końcem młodości. Bohema zostaje świadomie poddana idealizacji; utwór przyczynił się tym samym do utrwalenia romantycznego mitu niezależnego artysty.

## Adaptacje
Sceny z życia cyganerii stały się inspiracją dla powstania dwóch oper: Cyganerii Giacomo Pucciniego, który skupił się na wątku nieszczęśliwej miłości Rudolfa do młodej hafciarki Mimi, oraz dzieło Ruggera Leoncavalla pod tym samym tytułem, którego głównymi bohaterami są Marcel i jego kochanka Musetta. Powieść została również zekranizowana w 1983 przez Jeanette Hubert w serialu telewizyjnym Les amours romantiques.